# Welsh Professional Championship 1982
Die Woodpecker Welsh Professional Championship 1982 war ein professionelles Snookerturnier der Saison 1981/82 zur Ermittlung des walisischen Profimeisters und ohne Einfluss auf die Weltrangliste. Das Turnier wurde vom 24. bis zum 28. Februar 1982 wie auch schon in den Vorjahren im Ebbw Vale Leisure Centre im walisischen Ebbw Vale ausgetragen. Sieger wurde der Vizeweltmeister von 1981 Doug Mountjoy, der im Finale im Decider Terry Griffiths besiegte. Cliff Wilson spielte mit einem 104er-Break das höchste Break und zugleich einzige Century Break des Turnieres.

## Preisgeld
Im Vergleich zum Vorjahr verdoppelte sich das Preisgeld annähernd auf 11.500 Pfund Sterling, wovon etwa zwei Fünftel auf den Sieger entfielen. Sponsor des Turnieres war mit Woodpecker von H. P. Bulmer wieder dieselbe Firma.
|                 | Preisgeld |
| --------------- | --------- |
| Sieger          | 5.000 £   |
| Finalist        | 2.500 £   |
| Halbfinalist    | 1.000 £   |
| Viertelfinalist | 500 £     |
| Insgesamt       | 11.500 £  |

## Turnierverlauf
Mit dieser Ausgabe stieg die Teilnehmerzahl auf acht an, sodass alle Spieler ab der ersten Turnierrunde mitspielten. Während diese – das Viertelfinale – im Modus Best of 11 Frames gespielt wurde, wurden Halbfinale und Finale im Modus Best of 17 Frames gespielt.

|  | Viertelfinale Best of 11 Frames | Viertelfinale Best of 11 Frames |                 |   | Halbfinale Best of 17 Frames | Halbfinale Best of 17 Frames |  |  | Finale Best of 17 Frames | Finale Best of 17 Frames |
|  |                                 |                                 |                 |   |                              |                              |  |  |                          |                          |
|  | Doug Mountjoy                   | 6                               |                 |   |                              |                              |  |  |                          |                          |
|  | Roy Andrewartha                 | 3                               |                 |   |                              |                              |  |  |                          |                          |
|  | Roy Andrewartha                 | 3                               | Doug Mountjoy   | 9 |                              |                              |  |  |                          |                          |
|  |                                 |                                 | Doug Mountjoy   | 9 |                              |                              |  |  |                          |                          |
|  |                                 | Ray Reardon                     | 7               |   |                              |                              |  |  |                          |                          |
|  | Ray Reardon                     | Ray Reardon                     | 7               | 6 |                              |                              |  |  |                          |                          |
|  | Ray Reardon                     |                                 |                 | 6 |                              |                              |  |  |                          |                          |
|  | Clive Everton                   | 1                               |                 |   |                              |                              |  |  |                          |                          |
|  |                                 |                                 | Doug Mountjoy   | 9 |                              |                              |  |  |                          |                          |
|  |                                 | Terry Griffiths                 | 8               |   |                              |                              |  |  |                          |                          |
|  | Terry Griffiths                 | 6                               |                 |   |                              |                              |  |  |                          |                          |
|  | Colin Roscoe                    | 2                               |                 |   |                              |                              |  |  |                          |                          |
|  | Colin Roscoe                    | 2                               | Terry Griffiths | 9 |                              |                              |  |  |                          |                          |
|  |                                 |                                 | Terry Griffiths | 9 |                              |                              |  |  |                          |                          |
|  |                                 | Cliff Wilson                    | 6               |   |                              |                              |  |  |                          |                          |
|  | Cliff Wilson                    | Cliff Wilson                    | 6               | 6 |                              |                              |  |  |                          |                          |
|  | Cliff Wilson                    |                                 |                 | 6 |                              |                              |  |  |                          |                          |
|  | Marcus Owen                     | 0                               |                 |   |                              |                              |  |  |                          |                          |

### Finale
Doug Mountjoy hatte das Turnier bereits zwei Jahre zuvor gewonnen und stand im Jahr 1981 im WM-Finale, das er allerdings gegen den Engländer Steve Davis verloren hatte. Sein Gegner Terry Griffiths war 1979 zum Ende seiner ersten Profisaison Weltmeister geworden, allerdings hatte er bei der walisischen Profimeisterschaft bislang nicht gewonnen.
Griffiths ging zum Start mithilfe von zwei Breaks von über fünfzig Punkten mit 0:2 in Führung, ehe Mountjoy das Spiel drehte. Von nun drehte jeweils der andere Spieler die Partei, sodass es beim Stande von 7:8 für Griffiths Mountjoy gelang, erst in den Decider zu kommen und diesen zum Turniersieg zu gewinnen.
| Finale: Best of 17 Frames Ebbw Vale Leisure Centre, Ebbw Vale, Wales, 28. Februar 1982                                                               |                |                 |
| Doug Mountjoy | 9:8            | Terry Griffiths |
| 45:70 (52), 5:110 (77), 77:31, 72:19, 65:41, 14:123 (81), 34:86, 88:18 (56), 62:42, 26:83, 40:67, 81:31, 62:21, 40:68, 32:71 (66), 81:13 (73), 72:37 |                |                 |
| 73 | Höchstes Break | 81              |
| – | Century-Breaks | –               |
| 2 | 50+-Breaks     | 4               |